# Är du lönsam lille vän & andra sånger
Är du lönsam lille vän & andra sånger är ett samlingsalbum av den svenska proggruppen Gläns över sjö & strand, utgivet på skivbolaget MNW 2002 (skivnummer MNWCD 13).

## Låtlista
1. "Är du lönsam lille vän" – 3:33
2. "Ohio 4" – 3:30
3. "Morfar, varför är det bara du som är kvar" – 3:57
4. "Lingonrevolutionen" – 6:24
5. "Det måste kännas taskigt att se mig gå" – 4:05
6. "Mellan vatten och land" – 4:47
7. "Långhåriga saker" – 6:10
8. "Stigarna leder hemåt" – 2:33
9. "Tango med besked" – 4:36
10. "Fädernas missgärningar" – 7:32
11. "Johan Sven Persson" – 5:03
12. "Olja" – 4:32
13. "I väntan på vinden" – 3:24
14. "Third World" – 3:59
15. "Släggorna ekar kring åsen" – 3:04
16. "MTM-låten" – 4:43
17. "Jag skriver dig en sång" – 3:00

### Fotnoter
1. ↑  ”Är du lönsam lille vän & andra sånger”. Discogs.com. http://www.discogs.com/Gl%C3%A4ns-%C3%96ver-Sj%C3%B6-Strand-%C3%84r-Du-L%C3%B6nsam-Lille-V%C3%A4n-Andra-S%C3%A5nger/release/2863247. Läst 1 september 2012.